# جان بابتيست سميتس
جان بابتيست سميتس هو سياسي بلجيكي، ولد في 10 أبريل 1792 في أنتويرب في بلجيكا، وتوفي في 3 مايو 1857. انتخب governor ‏ لوكسمبورغ وانتخب Minister of Finance of Belgium ‏ وانتخب عضو مجلس النواب من بلجيكا.